# Isaac Djerassi
Isaac Djerassi (* 1925 in Sofia; † 12. November 2011 in Philadelphia) war ein israelisch-US-amerikanischer Mediziner (Onkologie, Hämatologe, Pädiatrie). 
Djerassi drohte schon der Abtransport in nationalsozialistische Vernichtungslager in Bulgarien und er war schon in einem Übergangslager für Juden, die bulgarische Regierung weigerte sich dann aber der Deportation zuzustimmen und er konnte noch 1944 ein Medizinstudium beginnen. Gleich nach der Unabhängigkeit Israels wanderte er dorthin aus. Er studierte an der Hebräischen Universität in Jerusalem Medizin (Abschluss 1951, die erste Abschlussklasse für Medizin der Universität) und ging dann 1954 zu Sidney Farber an die Harvard University und an das Boston Children´s Hospital. Anfang der 1960er Jahre war er Leiter der Blutbank am Children´s Hospital in Philadelphia. Er propagierte Ende der 1960er Jahre kleine Krebszentren und behandelte selbst (diesmal erwachsene Patienten) an einem solchen von ihm gegründeten Zentrum am Mercy Catholic Medical Center in Misericordia. 2001 zog er sich aus der aktiven Behandlung zurück.
Mit Farber und Edmund Klein entwickelte er in den 1950er Jahren ein Trennverfahren für Blutkonserven, dass es ermöglichte Bestandteile des Blutes wie Blutplättchen und weiße Blutkörperchen separat zu transplantieren, zum Beispiel in der Therapie von Leukämie.
1960 entwickelte er am Children´s Hospital in Philadelphia eine Methode, das aggressive Chemotherapeutikum Methotrexat auch für Kinder weniger toxisch zu gestalten durch Zugabe von Leucovorin (sog. Leucovorin Rescue).
In den 1960er Jahren erzielte er Remissionserfolge bei Leukämie von Kindern, die auch länger anhielten (1966).
Er war auch in der Entwicklung von Therapien bei der Bluterkrankheit von Kindern beteiligt (eingefrorene Faktor 8 Präparate) und war darin ein Pionier (mit Pattiporn Banchet entwickelte er eine Methode von Judith Pool weiter).
1972 erhielt er den Lasker~DeBakey Clinical Medical Research Award. 1977 wurde er Ehrendoktor der Villanova University.
Er ist Mitgründer des Djerassi-Elias Institute for Cancer Research an der Universität Tel Aviv.